# Sambo Creek
Sambo Creek är en ort i Honduras.   Den ligger i departementet Atlántida, i den centrala delen av landet, 200 km norr om huvudstaden Tegucigalpa. Antalet invånare är 2 532.
Terrängen runt Sambo Creek är varierad. Havet är nära Sambo Creek norrut. Runt Sambo Creek är det ganska tätbefolkat, med 52 invånare per kvadratkilometer. Närmaste större samhälle är La Ceiba, 12,3 km sydväst om Sambo Creek. 